# Dermatocarpon intestiniforme
Dermatocarpon intestiniforme är en lavart som först beskrevs av Körb., och fick sitt nu gällande namn av Hasse. Dermatocarpon intestiniforme ingår i släktet Dermatocarpon och familjen Verrucariaceae.   Inga underarter finns listade i Catalogue of Life.